# Lindoeste
Lindoeste est une municipalité brésilienne située dans l'État du Paraná.